# Celestina (mineral)
La celestina és un mineral de la classe dels sulfats que pertany al grup de la barita. Rep el nom del llatí coelestis ('celeste').

## Característiques
La celestina és un sulfat de fórmula química SrSO₄, sent el mineral amb estronci més comú. Cristal·litza en el sistema ortoròmbic. La seva duresa a l'escala de Mohs es troba entre 3 i 3,5.
Segons la classificació de Nickel-Strunz, la celestina pertany a «07.AD - Sulfats (selenats, etc.) sense anions addicionals, sense H₂O, amb cations grans només» juntament amb els següents minerals: arcanita, mascagnita, mercal·lita, misenita, letovicita, glauberita, anhidrita, anglesita, barita, olsacherita, kalistroncita i palmierita.
La seva localitat tipus està situada a Bell's Mill, a la localitat de Bellwood, dins el comtat de Blair (Pennsilvània, Estats Units). Als territoris de parla catalana ha estat descrita a diverses localitats: Castellfollit de Riubregós (Anoia), Bagà (Berguedà), Sant Bartomeu del Grau (Osona), Santa Eulàlia de Riuprimer (Osona), Tavèrnoles (Osona), Ivorra (Segarra), Torà (Segarra), La Granja d'Escarp (Segrià), Ulldemolins (Priorat), Rabassa (L'Alacantí), Les Esmoladores (L'Alacantí), Asp (El Vinalopó Mitjà), Oriola (Baix Segura), Sant Vicent del Raspeig (L'Alacantí), Saix (L'Alt Vinalopó), Domenyo (Camp de Túria) i Oliva (La Safor).